# Massimiliano Mangraviti
Massimiliano Mangraviti (Brescia, 24 gennaio 1998) è un calciatore italiano, difensore del Cesena.

## Caratteristiche tecniche
Nasce calcisticamente come centrocampista, ma nel corso della sua carriera, ha arretrato il suo raggio d'azione giocando come difensore, si dimostra abile nell'impostazione del gioco.

## Carriera
Cresciuto nel settore giovanile del Brescia, ha esordito in prima squadra il 14 maggio 2016 disputando l'incontro di Serie B perso 3-2 contro il Bari. Dopo varie esperienze in prestito in Serie C con il Fondi, il Pro Piacenza ed il Gozzano totalizza un totale di 37 presenze nella terza divisione italiana.
Nel 2019 viene ufficialmente arruolato in prima squadra nel Brescia, formazione neopromossa in Serie A, con cui rinnova il suo contratto il 16 ottobre fino al 2022. Fa il suo esordio in massima serie il 29 ottobre partendo titolare nella gara interna contro l'Inter persa per 2-1. Dopo una stagione come centrale di riserva, con il ritorno del Brescia in Serie B trova maggior spazio e, complice l'infortunio di  Andrea Cistana, a inizio stagione forma la coppia titolare con l'altro prodotto del vivaio Papetti. Il 28 ottobre 2020, nel match di Coppa Italia vinto con il Perugia (3-0), trova il suo primo gol in carriera; tre giorni dopo trova il gol che apre le marcature nell'incontro pareggiato con l'Entella (2-2), trovando la prima rete in Serie B. Si confermerà pure per le stagioni successive un importante membro della difesa biancoblu, tanto che il 10 aprile 2023, giocando titolare Brescia-Ternana (1-0), trova la centesima presenza in tutte le competizioni con la maglia del Brescia. Il 3 settembre, esordendo nella Serie B 2023/2024 in Brescia-Cosenza (1-0), trova invece la centesima presenza in campionato con le Rondinelle.
Il 9 luglio 2024, Mangraviti passa a titolo definitivo al Cesena, sempre in Serie B, con cui firma un contratto triennale.

## Statistiche

### Presenze e reti nei club
Statistiche aggiornate al 17 maggio 2025.
| Stagione        | Squadra         | Campionato      | Campionato | Campionato | Coppe nazionali | Coppe nazionali | Coppe nazionali | Coppe continentali | Coppe continentali | Coppe continentali | Altre coppe | Altre coppe | Altre coppe | Totale | Totale | Totale |
| Stagione        | Squadra         | Comp            | Pres       | Reti       | Comp            | Pres            | Reti            | Comp               | Pres               | Reti               | Comp        | Pres        | Reti        | Pres   | Reti   |        |
| --------------- | --------------- | --------------- | ---------- | ---------- | --------------- | --------------- | --------------- | ------------------ | ------------------ | ------------------ | ----------- | ----------- | ----------- | ------ | ------ | ------ |
| 2015-2016       | Brescia         | B               | 1          | 0          | CI              | 0               | 0               | -                  | -                  | -                  | -           | -           | -           | 1      | 0      |        |
| 2016-2017       | Brescia         | B               | 0          | 0          | CI              | 0               | 0               | -                  | -                  | -                  | -           | -           | -           | 0      | 0      |        |
| 2017-gen. 2018  | Brescia         | B               | 0          | 0          | CI              | 0               | 0               | -                  | -                  | -                  | -           | -           | -           | 0      | 0      |        |
| gen.-giu. 2018  | Fondi           | C               | 10+2       | 0          | CI-C            | 0               | 0               | -                  | -                  | -                  | -           | -           | -           | 12     | 0      |        |
| 2018-gen. 2019  | Pro Piacenza    | C               | 11         | 0          | CI-C            | 2               | 0               | -                  | -                  | -                  | -           | -           | -           | 13     | 0      |        |
| gen.-giu. 2019  | Gozzano         | C               | 14         | 0          | CI-C            | 1               | 0               | -                  | -                  | -                  | -           | -           | -           | 15     | 0      |        |
| 2019-2020       | Brescia         | A               | 13         | 0          | CI              | 0               | 0               | -                  | -                  | -                  | -           | -           | -           | 13     | 0      |        |
| 2020-2021       | Brescia         | B               | 30+1       | 2          | CI              | 1               | 1               | -                  | -                  | -                  | -           | -           | -           | 32     | 3      |        |
| 2021-2022       | Brescia         | B               | 26+2       | 0          | CI              | 1               | 0               | -                  | -                  | -                  | -           | -           | -           | 29     | 0      |        |
| 2022-2023       | Brescia         | B               | 29+2       | 2          | CI              | 2               | 0               | -                  | -                  | -                  | -           | -           | -           | 33     | 2      |        |
| 2023-2024       | Brescia         | B               | 27         | 0          | -               | -               | -               | -                  | -                  | -                  | -           | -           | -           | 27     | 0      |        |
| Totale Brescia  | Totale Brescia  | Totale Brescia  | 126+5      | 4          |                 | 4               | 1               |                    | -                  | -                  |             | -           | -           | 135    | 5      |        |
| 2024-2025       | Cesena          | B               | 36+1       | 0          | CI              | 3               | 0               | -                  | -                  | -                  | -           | -           | -           | 40     | 0      |        |
| 2025-2026       | Cesena          | B               | 0          | 0          | CI              | 1               | 0               | -                  | -                  | -                  | -           | -           | -           | 1      | 0      |        |
| Totale Cesena   | Totale Cesena   | Totale Cesena   | 37         | 0          |                 | 4               | 0               |                    | -                  | -                  |             | -           | -           | 41     | 4      |        |
| Totale carriera | Totale carriera | Totale carriera | 205        | 4          |                 | 11              | 1               |                    | -                  | -                  |             | -           | -           | 216    | 5      |        |